# ماکوتو نیشینو
ماکوتو نیشینو (انگلیسی: Makoto Nishino؛ زادهٔ ۳ ژوئیهٔ ۱۹۸۴) بازیکن فوتبال اهل ژاپن است.